# محمدرضا عالی‌پیام
محمدرضا عالی پیام (زاده ۲۰ خرداد ۱۳۳۶ در تهران) متخلص به هالو شاعر و طنزپرداز ایرانی است. او همچنین روزنامه‌نگار، عضو سابق سپاه پاسداران انقلاب اسلامی تا سال ۶۸، کارمند سابق وزارت خارجه، بازیگر، فیلم‌ساز، معترض، زندانی سیاسی، وبلاگ‌نویس، عضو کانون فیلمنامه‌نویسان سینمای ایران و مدیر مسئول مؤسسه تبلیغاتی دایره مینا، بازیگر، تهیه‌کننده و کارگردان اهل ایران هم بوده است. وی مسئول سابق میز مونتاژ سپاه پاسداران در صداوسیما و درنهایت مسئول میز افغانستان در وزارت امور خارجه بوده است که در افغانستان ماموریت داشته است.

## فعالیت‌ها
محمدرضا عالی پیام پس از انقلاب اسلامی، از خبرنگاری روزنامه جمهوری اسلامی در زمانیکه سردبیرش میرحسین موسوی بود، به میز مونتاژ سپاه در صداوسیما و درنهایت به مسئولیت میز افغانستان در وزارت امور خارجه می‌رسد. او می‌گوید به واسطه کار در این زمینه مجبور به پر کردن فرم عضویت در سپاه پاسداران انقلاب اسلامی بوده است.
محمدرضا عالی پیام عضو کانون فیلمنامه نویسان سینمای ایران، عضو شورای مرکزی و دبیر انجمن تهیه‌کنندگان مستقل سینمای ایران، انجمن صنفی شرکت‌های تبلیغاتی و عضو دایمی آکادمی داوری خانه سینما، عضو چند انجمن ادبی هنری تهران مدیر عامل مؤسسه مینا فیلم و با حفظ سمت، مدیر مسئول مؤسسه تبلیغاتی دایره مینا است. افاضات هالو نام کتاب اشعار طنز و سیاسی او می‌باشد.
مدتی نیز در وزارت امور خارجه مشغول بود.

### سینما
او فارغ‌التحصیل از دانشکده هنرهای زیبای دانشگاه تهران است. وی فعالیت سینمایی را با بازی در فیلم جنگ اطهر به کارگردانی محمدعلی نجفی آغاز کرد. بازیگری در فیلم‌های جنگ اطهر (۱۳۵۸) توهم (۱۳۶۴)، طراح صحنه و لباس فیلم توهم (۱۳۶۴)، کارگردانی دو فیلم: خسته نباشید (۱۳۷۱) و مشت بر پوست (موشو) (۱۳۸۱)، مجری طرح فیلم پرواز از اردوگاه (۱۳۷۲)، سناریو و فیلم‌نامه‌نویسی سه فیلم: مشت بر پوست (موشو) (۱۳۸۱) و پرواز از اردوگاه (۱۳۷۲) و خسته نباشید (۱۳۷۱)، تهیه‌کننده سه فیلم: مشت بر پوست (موشو) (۱۳۸۱)، راز خنجر (۱۳۶۹)، دلم برای پسرم تنگ شده (۱۳۶۸)، سرمایه‌گذاری در دو فیلم: مشت بر پوست (موشو) (۱۳۸۱) و بایسیکل‌ران (فیلم) (۱۳۶۴) ساخته محسن مخملباف و بازیگری در نقش مؤذن مسجد جامع سبزوار در سریال سربداران از جمله فعالیت‌های او در سینما می‌باشد.

## فیلم سینمایی موشو
این فیلم به گفته کارگران به چهار دلیل در سال ۱۳۸۰ توقیف شده و یکی از دلایل بهایی بودن نقش اول فیلم ورقا لطفی با نام موشو عنوان شده است. 
موشو، پسری ده ساله، با مادرش زندگی می کند. تنبک تنها چیزی است که از مرحوم پدرش باقی مانده است که آنرا می نوازد و امرار معاش می کند. هنگامی که او چند بار به عنوان یک گورکن دستگیر می شود، دوستی برای او شغل پیدا می کند ولی مدام به دلایل احمقانه  اخراج می شود. موشو چاره ای جز رفتن سر مزار پدرش ندارد.

## بازداشت
محمدرضا عالی پیام، روز ۲۷ مرداد ۱۳۹۱ توسط پلیس امنیت بازداشت و ۸ شهریور ۱۳۹۱ پس از آنکه توسط «قناعت کار» دادیاری شعبه سوم دادسرای شهید مقدس اوین به اتهام تبلیغ علیه نظام و تشویش اذهان عمومی تفهیم اتهام شد، و از انفرادی به بند ۳۵۰ زندانیان سیاسی و امنیتی زندان اوین منتقل شد. وی در ۱۹ شهریور ۱۳۹۱ با وثیقه صد میلیون تومانی از بند ۳۵۰ زندان اوین آزاد شد.
محمدرضا عالی پیام، شاعر طنزپرداز منتقد حکومت ایران، روز ۲۲ آوریل۲۰۱۵ (دوم اردیبهشت ۱۳۹۴) دوباره راهی اوین شد.
او در پیامی ویدئویی در فیسبوک شخصی خود گفته است: «برای اجرای حکمی که بر شعرهایم بریده‌اند به اوین می‌روم. شعرهایی که یکبار در سال ۹۲ محاکمه شدم و مجدداً در سال ۹۳ به خاطر همان شعرها محاکمه و مجرم شناخته شدم.» عالی پیام در بیست و شش اسفند نود و چهار از زندان آزاد شد و مصاحبه کوتاهی هم با بی‌بی‌سی فارسی در این باره انجام داد.

## نمونه اشعار
شعرهای آقای عالی پیام با طنزی تلخ به جنبه‌های عقب ماندگی سیاسی-فرهنگی ایران می‌پردازند. از جمله شعر ایشان در ارتباط با خودسوزی سحر خدایاری معروف به دختر آبی:
هالو و #دختر_آبی
دختر آبی آسمانی شد
بشنو از راز دختر آبی
بلبلی زیر گوش گل می‌خواند
رمز اعجاز دختر آبی
نالهٔ پرشرار مرغ سحر
شد هم آواز دختر آبی
زهره با چنگ آسمانی خود
ساز بر ساز دختر آبی
شهرزاد هزار و یک شب هم
قصه پرداز دختر آبی
قصه‌ای تازه دارد از مرگ
زندگی‌ساز دختر آبی
گرچه آبی ست، بال او سرخ است
بال پرواز دختر آبی
دفتر ظلم پاره از سُمّ
اسب تکتاز دختر آبی
برجک جهل را فرو انداخت
موشک انداز دختر آبی
بس خجالت به مردها داده
روح لجباز دختر آبی
از شب تیره‌روز می‌زاید
آن سحر رفت، صبح می‌آید.
"دختر آبی - گفتار و شعر هالو". Youtube.

## تعرض جنسی توسط هواداران رضا پهلوی
در خرداد ۱۴۰۲ او در مصاحبه با تلوزیون ایران اینترنشنال مدعی شد در یکی از اجتماعات مخالفان جمهوری اسلامی توسط چند تن از حامیان مشهور رضا پهلوی مورد تعرض جنسی و آسیب فیزیکی قرار گرفته است.